# Pieter Jouke
Pieter Jouke (Kampen, 4 december 1973) is een Nederlandse cabaretier en televisiepresentator.

## Carrière
Tussen 2002 en 2005 maakte Jouke deel uit van de Comedytrain, een collectief van stand-upcomedians. Tussen 2005 en ongeveer 2009 maakte hij – samen met Edo Schoonbeek en Arjen Lubach – de populaire internetsite Buro Renkema. Hij schreef ook teksten voor andere cabaretiers en het televisieprogramma Koppensnellers. Jouke was deel van het schrijversteam van het programma Zondag met Lubach.
De Kampenaar presenteerde samen met Ronald Snijders het VPRO-televisieprogramma Spek & Bonen Show (voorheen De Staat van Verwarring), van maandag- tot en met donderdagavond op Nederland 3 in het begin van 2007. Van augustus 2009 tot april 2010 presenteerde Jouke samen met Daan Nieber en Beau van Erven Dorens het wekelijkse nieuwsprogramma CQC, dat uitgezonden werd door Veronica. Het programma werd van de buis gehaald wegens tegenvallende kijkcijfers. Jouke was wekelijks te horen in het NPO Radio 1-programma De Taalstaat. Van 2015 tot 2017 was hij te zien als een van de comedians bij Padoem Patsss, de oneliner-show.
Anno 2021 treedt Jouke op in theaters in Nederland.